# Muelas del Pan (ort)
Muelas del Pan är en ort i Spanien.   Den ligger i provinsen Provincia de Zamora och regionen Kastilien och Leon, i den centrala delen av landet, 220 km nordväst om huvudstaden Madrid. Muelas del Pan ligger 766 meter över havet och antalet invånare är 837. Den ligger vid sjöarna  Embalse de Ricobayo och Embalse del Esla.
Terrängen runt Muelas del Pan är platt. Runt Muelas del Pan är det mycket glesbefolkat, med 6 invånare per kvadratkilometer. Närmaste större samhälle är Zamora, 18,8 km öster om Muelas del Pan. Trakten runt Muelas del Pan består i huvudsak av gräsmarker.